# 汤原农场
汤原农场是一个位于中华人民共和国黑龙江省佳木斯市汤原县的农场，亦是黑龙江省农垦宝泉岭管理局所属的一个农场。
汤原农场是1956年由中国人民解放军铁道兵8507部队及8509部队于汤原县建立的军垦农场，命名为“国营八五九农场”，隶属密山铁道兵农垦局。1958年，改名为“汤原农场”，划归合江农垦局领导。1968年6月，改为黑龙江生产建设兵团第二师第十七团。1976年2月，撤销生产建设兵团，恢复农场体制，仍称汤原农场。隶属宝泉岭管理局。地处松花江北岸，汤旺河与亮子河下游地带，土地面积163平方公里，其中耕地面积12.5万亩，1992年末全场总人口6256人。

## 行政区划
汤原农场下辖以下单位：
汤原场直社区、汤原农场第一管理区和汤原农场第二管理区。